# Vepris glaberrima
Vepris glaberrima là một loài thực vật có hoa trong họ Cửu lý hương. Loài này được (Engl.) J.B. Hall miêu tả khoa học đầu tiên năm 1979.